# Emil Radok
Emil Radok (22. března či 22. května 1918 Koloděje nad Lužnicí – 7. ledna 1994 Montréal, Kanada) byl český teoretik umění, výtvarník, scenárista, režisér, tvůrce Polyekranu a spoluzakladatel Laterny magiky (s bratrem Alfrédem).

## Mládí, divadelní začátky
Část období okupace prožili oba bratři Radokové ve Valašském Meziříčí, kde z jejich iniciativy vznikl při sokolské organizaci divadelní soubor Mladá scéna. Soubor existoval sice jen krátce (1941–1942), bývá však považován za předchůdce pozdějších divadel poezie.
Po válce začal Emil Radok působit jako divadelní a filmový kritik. Nějaký čas pracoval v redakci deníku Práce, odkud však po únoru 1948 kvůli cenzuře odešel. Jeho další cesta vedla na Barrandov, kde začal působit jako scenárista. Pracoval také jako dramaturg Moravského divadla v Olomouci a nakonec i jako vedoucí redaktor oddělení divadelní literatury v nakladatelství Orbis.

## Multimediální umění
Jeho práce na audiovizuálních a multimediálních projektech došla světového uznání. Prvním Radokovým veleúspěšných projektem byl Polyekran, což je systém, kdy se na vícero promítacích ploch postupně či současně promítají fotografické případně kinematografické snímky. Počet a tvar promítacích ploch je možné libovolně měnit.
Emil Radok je společně se svým bratrem také spolutvůrcem prvního multimediálního divadla na světě Laterny magiky. Oba projekty bratři vytvořili pro Expo 58 v Bruselu.
Dcera: Iva Radoková, provdaná Kučerová

## Emigrace
Od roku 1968 žil Emil Radok v Kanadě kde také zemřel. Úspěchy jeho projektů na Expo 58 a Expo 67 v Montrealu mu usnadnily začátky v emigraci. Věnoval se pak tvorbě náročných výstavních projektů založených na audiovizuální technice. Spolupracoval mimo jiné s Organizací Walta Disneyho či s organizátory Expo 86 ve Vancouveru.
Snad nejmonumentálnějším z jeho projektů je "kinetická mozaika", kterou navrhl pro pavilon Svět Energie v zábavním parku Epcot ve Walt Disney World Resortu na Floridě u města Orlando.
V Montrealu založil Výzkumný ústav pokročilých audiovizuálních forem. Za film Krocení démonů natočený pro Expo 86 získal v roce 1987 cenu Special Achievement Genie Award, kterou nepravidelně uděluje Akademie kanadského filmu a televize jako uznání za celoživotní dílo či zvlášť významný počin.
Po Emilu Radokovi je pojmenována cena na podporu nových tvůrčích postupů s využitím nových technik a špičkových technologií v umělecké tvorbě udělovaná v rámci Mezinárodního filmového festivalu Karlovy Vary. Rozhoduje o ní Unie českých počítačových a multimediálních umělců.